# Chomętowo (gmina)
Chomętowo – dawna gmina wiejska istniejąca w latach 1934–1954 w woj. poznańskim/pomorskim/bydgoskim (dzisiejsze woj. kujawsko-pomorskie). Siedzibą władz gminy było Chomętowo.
Gmina zbiorowa Chomętowo została utworzona 1 sierpnia 1934 roku w powiecie szubińskim w woj. poznańskim z dotychczasowych jednostkowych gmin wiejskich: Chomętowo, Gadka, Gąbin, Jabłowo Pałuckie, Jabłówko, Klotyldowo, Kowalewo, Mąkoszyn, Nowyświat, Obielewo, Ostatkowo, Ostatkowska Struga, Smolniki, Wąsosz, Załachowo i Żędowo (oraz z obszarów dworskich położonych na tych terenach lecz nie wchodzących w skład gmin). 
1 kwietnia 1938 gmina Chomętowo została przyłączona do woj. pomorskiego. 6 lipca 1950 roku zmieniono nazwę woj. pomorskiego na bydgoskie.  Według stanu z dnia 1 lipca 1952 roku gmina składała się z 12 gromad: Chomętowo, Gąbin, Jabłowo Pałuckie, Kowalewo, Mąkoszyn, Obielewo, Ostatkowo, Smolniki, Szubin Wieś, Wąsosz, Załachowo i Żędowo.
Gmina została zniesiona 29 września 1954 roku wraz z reformą wprowadzającą gromady w miejsce gmin. Jednostki nie przywrócono 1 stycznia 1973 roku po reaktywowaniu gmin.